# Conanalus axinus
Conanalus axinus är en insektsart som beskrevs av Shi, F-m., Jianfeng Wang och Peng Fu 2005. Conanalus axinus ingår i släktet Conanalus och familjen vårtbitare. Inga underarter finns listade i Catalogue of Life.